# Morti l'11 maggio
| Questa pagina contiene informazioni ricavate automaticamente dalle voci biografiche con l'ausilio del template Bio e di un bot. L'aggiornamento è periodico e automatico e ricostruisce completamente la pagina. Se manca una persona in questa lista, sei pregato di non aggiungerla, ma accertati piuttosto che la sua voce biografica contenga il template Bio e che i dati anagrafici siano correttamente compilati. Se il template Bio manca, inseriscilo tu stesso o, in alternativa, metti l'avviso {{tmp\|Bio}} che ne segnala la mancanza. Se i dati riportati sono sbagliati, correggi direttamente la voce biografica; le modifiche saranno visibili in questa lista entro pochi giorni. Per chiarimenti vedi il progetto biografie. La lista contiene solo le 473 persone che sono citate nell'enciclopedia e per le quali è stato implementato correttamente il template Bio. Pagina aggiornata al 13 ago 2025. |

## IV secolo(1)
- 305 - Antimo di Roma, prete romano

## IX secolo(1)
- 818 - Anselmo I di Milano, arcivescovo italiano

## X secolo(3)
- 912 - Leone VI il Saggio, imperatore bizantino (n. 866)
- 976 - Enrico I di Stade, nobile tedesco
- 994 - Maiolo di Cluny, abate e santo francese

## XI secolo(1)
- 1028 - Landry di Nevers, nobile francese (n. 970)

## XII secolo(1)
- 1138 - Guglielmo di Warenne, II conte di Surrey, nobile britannico

## XIV secolo(4)
- 1304 - Ghazan Khan, sovrano mongolo (n. 1271)
- 1313 - Robert Winchelsey, arcivescovo cattolico e teologo inglese
- 1334 - Angelo da Porta Sole, vescovo cattolico e predicatore italiano
- 1388 - Venceslao I di Sassonia-Wittenberg, duca (n. 1337)

## XV secolo(1)
- 1487 - Francesco Coppola, armatore italiano (n. 1420)

## XVI secolo(8)
- 1504 - Sohye di Joseon, regina coreana (n. 1437)
- 1526 - Juan Gil de Hontañón, architetto spagnolo (n. 1480)
- 1532 - Elizabeth Stafford, nobile inglese (n. 1479)
- 1545 - Pier Paolo Parisio, cardinale, vescovo cattolico e giurista italiano (n. 1473)
- 1564 - Leone Orsini, vescovo cattolico e letterato italiano (n. 1512)
- 1572 - Moshe Isserles, teologo e religioso polacco (n. 1520)
- 1575 - Mattia Flacio Illirico, teologo tedesco (n. 1520)
- 1577 - Caterina de Cardona, nobildonna e monaca cristiana spagnola (n. 1519)

## XVII secolo(14)
- 1607 - Michele Ruggieri, gesuita, missionario e linguista italiano (n. 1543)
- 1608 - Giovanni Luca Conforti, compositore italiano (n. 1560)
- 1609 - Antoine d'Estrées, nobile e ufficiale francese (n. 1529)
- 1610 - Ikoma Kazumasa, militare giapponese (n. 1555)
- 1610 - Matteo Ricci, gesuita, matematico e cartografo italiano (n. 1552)
- 1617 - Regner Sixtinus, giurista tedesco (n. 1543)
- 1630 - Johann Schreck, gesuita, naturalista e astronomo tedesco (n. 1576)
- 1633 - Caterina di Clèves, nobile francese (n. 1548)
- 1646 - Yagyū Munenori, militare e scrittore giapponese (n. 1571)
- 1653 - Giacomo Accarisi, filosofo e vescovo cattolico italiano (n. 1599)
- 1655 - İpşiri Mustafa Pascià, politico ottomano (n. 1607)
- 1663 - Enrico II di Orléans-Longueville, nobile (n. 1595)
- 1664 - Salomon de Bray, pittore, poeta e architetto olandese (n. 1597)
- 1680 - Carlo Filippo Sfondrati, vescovo cattolico italiano (n. 1636)

## XVIII secolo(23)
- 1706 - Sataliviti, brigante italiano (n. 1679)
- 1708 - Jules Hardouin Mansart, architetto francese (n. 1646)
- 1714 - Pierre Legros il Vecchio, scultore francese (n. 1629)
- 1715 - Claude de Ferrière, giurista francese (n. 1639)
- 1716 - James Drummond, I duca di Perth, nobile e politico scozzese (n. 1648)
- 1716 - Francesco de Geronimo, gesuita italiano (n. 1642)
- 1723 - Jean Galbert de Campistron, drammaturgo francese (n. 1656)
- 1723 - René Charpentier, scultore francese (n. 1680)
- 1725 - Carlo Antonio Casnedi, teologo e gesuita italiano (n. 1643)
- 1731 - Mary Astell, scrittrice e filosofa britannica (n. 1666)
- 1738 - Dionisio Andrea Sancassani, medico e chirurgo italiano (n. 1659)
- 1740 - Giovanni Domenico Piastrini, pittore italiano (n. 1680)
- 1749 - Catharine Trotter Cockburn, filosofa, drammaturga e scrittrice inglese (n. 1679)
- 1753 - Jean-Joseph Languet de Gergy, arcivescovo cattolico e teologo francese (n. 1677)
- 1754 - Fortunato da Brescia, matematico e anatomista italiano (n. 1701)
- 1760 - Alaungpaya, sovrano birmano (n. 1714)
- 1777 - George Pigot, I barone Pigot, imprenditore e politico britannico (n. 1719)
- 1778 - William Pitt il Vecchio, politico britannico (n. 1708)
- 1780 - Domenico Balestrieri, poeta italiano (n. 1714)
- 1780 - Nicolás Fernández de Moratín, avvocato, poeta e drammaturgo spagnolo (n. 1737)
- 1781 - Ignazio da Laconi, religioso e santo italiano (n. 1701)
- 1781 - Abel-François Poisson de Vandières, francese (n. 1727)
- 1786 - Andrea Salvatore Aglio, pittore e scultore svizzero (n. 1736)

## XIX secolo(65)
- 1801 - Ann Willing, politica statunitense (n. 1764)
- 1801 - Pepe-Hillo, torero spagnolo (n. 1754)
- 1812 - Spencer Perceval, politico inglese (n. 1762)
- 1817 - Angelo Mazza, poeta e letterato italiano (n. 1741)
- 1821 - Tommaso Mercandetti, incisore e medaglista italiano (n. 1758)
- 1822 - Gérard van Spaendonck, pittore e incisore olandese (n. 1746)
- 1823 - Paolo Andreani, viaggiatore e nobile italiano (n. 1763)
- 1823 - John Thomas Troy, arcivescovo cattolico irlandese (n. 1739)
- 1826 - Stanislao Sanseverino, cardinale italiano (n. 1764)
- 1827 - Pierre Dominique Garnier, militare francese (n. 1756)
- 1830 - Frederick Albert Winsor, inventore tedesco (n. 1763)
- 1831 - Dürrüşehvar Hanim, principessa ottomana (n. 1767)
- 1831 - John Trumbull, poeta e saggista statunitense (n. 1750)
- 1833 - Henri-Sébastien Blaze, compositore, notaio e scrittore francese (n. 1763)
- 1834 - Joseph Walland, arcivescovo cattolico austriaco (n. 1763)
- 1838 - Thomas Andrew Knight, agronomo britannico (n. 1759)
- 1838 - Ignaz von Rudhart, giurista e politico tedesco (n. 1790)
- 1840 - Eduard Joseph d'Alton, naturalista tedesco (n. 1772)
- 1840 - Simon Canuel, generale francese (n. 1767)
- 1843 - Giuseppe Barbaroux, avvocato italiano (n. 1772)
- 1843 - Heinrich Adolf von Gablenz, generale tedesco (n. 1762)
- 1844 - Filippo Civinini, medico e anatomista italiano (n. 1805)
- 1845 - Johann Heinrich Dierbach, botanico, medico e scrittore tedesco (n. 1788)
- 1848 - Tom Cribb, pugile inglese (n. 1781)
- 1849 - Juliette Récamier, scrittrice francese (n. 1777)
- 1849 - Carl Otto Nicolai, compositore e direttore d'orchestra tedesco (n. 1810)
- 1850 - Justus Hecker, medico tedesco (n. 1795)
- 1853 - Iakinf Bičurin, monaco cristiano, filologo e traduttore russo (n. 1777)
- 1854 - Giacomo Filippo Penco, imprenditore e politico italiano (n. 1807)
- 1855 - Eleonora Bernardini, nobildonna italiana (n. 1773)
- 1856 - Ferdinando Maffei di Boglio, generale italiano (n. 1802)
- 1857 - Eugène-François Vidocq, investigatore e criminale francese (n. 1775)
- 1857 - Granville Waldegrave, II barone Radstock, ammiraglio inglese (n. 1786)
- 1859 - Giovanni d'Asburgo-Lorena, nobile e politico austriaco (n. 1782)
- 1860 - Clemente Rovere, illustratore italiano (n. 1807)
- 1864 - Rodolphe Blanchet, numismatico, storico e politico svizzero (n. 1807)
- 1866 - George Edmund Badger, politico statunitense (n. 1795)
- 1867 - Giuseppe Consul, impresario teatrale e mecenate italiano
- 1867 - Francesco Prudente, politico italiano (n. 1804)
- 1869 - Juraj Haulík, cardinale e arcivescovo cattolico slovacco (n. 1788)
- 1871 - John Herschel, astronomo, matematico e chimico britannico (n. 1792)
- 1873 - Ignacio Agramonte, patriota cubano (n. 1841)
- 1874 - Franklin Buchanan, ammiraglio statunitense (n. 1800)
- 1874 - Henri de Triqueti, scultore francese (n. 1803)
- 1877 - Charles Chetwynd-Talbot, XIX conte di Shrewsbury, politico inglese (n. 1830)
- 1878 - Pierre Philippe Denfert-Rochereau, politico e militare francese (n. 1823)
- 1878 - Domenico Guadalupi, arcivescovo cattolico italiano (n. 1811)
- 1879 - Clito Carlucci, medico italiano (n. 1810)
- 1880 - Giuseppe Loss, alpinista austro-ungarico (n. 1831)
- 1880 - Giuseppe Mazzoni, politico italiano (n. 1808)
- 1881 - Henri-Frédéric Amiel, filosofo, poeta e critico letterario svizzero (n. 1821)
- 1881 - John Blackwall, naturalista e aracnologo britannico (n. 1790)
- 1883 - Juliette Drouet, attrice teatrale francese (n. 1806)
- 1885 - Ferdinand Hiller, compositore, direttore d'orchestra e critico musicale tedesco (n. 1811)
- 1885 - Gilbert Carlton Walker, politico statunitense (n. 1833)
- 1887 - Jean Baptiste Boussingault, chimico e agronomo francese (n. 1802)
- 1888 - Andrew Jackson Bryant, politico statunitense (n. 1831)
- 1888 - Jules-Antoine Castagnary, critico d'arte e giornalista francese (n. 1830)
- 1888 - Frederick Miller, imprenditore tedesco (n. 1824)
- 1889 - James Maybrick, imprenditore britannico (n. 1838)
- 1890 - Eugène Albert, liutaio belga (n. 1816)
- 1890 - Paolo Rubboli, ceramista e artigiano italiano (n. 1838)
- 1891 - Alexandre Edmond Becquerel, fisico francese (n. 1820)
- 1894 - Alexander Wittek, architetto e scacchista austro-ungarico (n. 1852)
- 1896 - Enrico Cernuschi, banchiere, patriota e collezionista d'arte italiano (n. 1821)

## XX secolo(228)
- 1902 - Carlo Ucekar, politico e tipografo austro-ungarico (n. 1854)
- 1904 - Ante Šupuk, imprenditore e politico croato (n. 1838)
- 1905 - Zeffirino Namuncurá, religioso argentino (n. 1886)
- 1906 - Gottardo Aldighieri, baritono italiano (n. 1824)
- 1906 - Muhammad IV al-Hadi, tunisino (n. 1855)
- 1906 - Albert Kalthoff, teologo e filosofo tedesco (n. 1850)
- 1906 - William Avery Rockefeller, imprenditore statunitense (n. 1810)
- 1907 - George Gossip, scacchista statunitense (n. 1841)
- 1908 - Antonio Carminati, scultore italiano (n. 1859)
- 1912 - Giuseppe Lisio, italianista italiano (n. 1870)
- 1913 - Carlo Mazzolani, magistrato, patriota e politico italiano (n. 1829)
- 1913 - Alois Zott, matematico, fisico e alpinista tedesco (n. 1856)
- 1914 - Daniel De Leon, giornalista, politico e sindacalista statunitense (n. 1852)
- 1915 - Edoardo Alvisi, bibliotecario italiano (n. 1850)
- 1915 - Arthur Hussey, golfista statunitense (n. 1882)
- 1916 - Max Reger, compositore, organista e pianista tedesco (n. 1873)
- 1916 - Karl Schwarzschild, matematico, astronomo e astrofisico tedesco (n. 1873)
- 1916 - Charles de Tricornot de Rose, militare e aviatore francese (n. 1876)
- 1917 - Arthur Lasenby Liberty, mercante, artigiano e designer inglese (n. 1843)
- 1917 - Gaetano Rummo, medico e politico italiano (n. 1853)
- 1918 - Kurt Nachod, aviatore austro-ungarico (n. 1890)
- 1918 - Antonio Pujia, presbitero, teologo e storico italiano (n. 1850)
- 1918 - Italo Selvelli, compositore, pianista e direttore d'orchestra italiano (n. 1863)
- 1919 - Achille Longo, pianista e compositore italiano (n. 1832)
- 1920 - Giacomo Colosimo, mafioso italiano (n. 1878)
- 1920 - Boris Dumenko, generale sovietico (n. 1888)
- 1920 - William Dean Howells, scrittore e critico letterario statunitense (n. 1837)
- 1921 - Alberto Treves de Bonfili, politico e banchiere italiano (n. 1855)
- 1925 - Carlo Emery, entomologo italiano (n. 1848)
- 1927 - Juan Gris, pittore e scenografo spagnolo (n. 1887)
- 1929 - Jozef Murgaš, presbitero, pittore e inventore slovacco (n. 1864)
- 1929 - Julio González Pola, scultore spagnolo (n. 1865)
- 1929 - Guido de Probizer, medico italiano (n. 1849)
- 1931 - Georg Wissowa, filologo classico tedesco (n. 1859)
- 1932 - Juan Padrós, dirigente sportivo spagnolo (n. 1869)
- 1933 - Otho Orlando Kurz, architetto tedesco (n. 1881)
- 1933 - Jules Repond, ufficiale svizzero (n. 1853)
- 1934 - George Cary Comstock, astronomo statunitense (n. 1855)
- 1934 - Blaise Diagne, politico francese (n. 1872)
- 1934 - Egisto Grismayer, ingegnere italiano (n. 1867)
- 1935 - Carl Gustaf Lewenhaupt, cavaliere svedese (n. 1884)
- 1935 - Edward Herbert Thompson, diplomatico e archeologo statunitense (n. 1857)
- 1936 - Sigismund Felix von Ow-Felldorf, vescovo cattolico tedesco (n. 1855)
- 1936 - Alexander Mitchell Palmer, politico statunitense (n. 1872)
- 1937 - Afonso Costa, avvocato e politico portoghese (n. 1871)
- 1937 - Viliam Figuš-Bystrý, compositore, pianista e direttore d'orchestra slovacco (n. 1875)
- 1937 - Ellen Hansell, tennista statunitense (n. 1869)
- 1938 - Marcus Lee Hansen, storico statunitense (n. 1892)
- 1938 - George Lyon, golfista canadese (n. 1858)
- 1939 - Giuseppe Fumagalli, bibliografo e bibliotecario italiano (n. 1863)
- 1939 - Evgenij Karlovič Miller, generale russo (n. 1867)
- 1939 - Polina Denisovna Osipenko, aviatrice sovietica (n. 1907)
- 1939 - Anatolij Konstantinovič Serov, aviatore sovietico (n. 1910)
- 1939 - Adela Xenopol, scrittrice e attivista rumena (n. 1861)
- 1939 - Alberto Palacio, ingegnere e architetto spagnolo (n. 1856)
- 1940 - Gemma Cuniberti, attrice teatrale e commediografa italiana (n. 1872)
- 1940 - Guy de Larigaudie, scrittore francese (n. 1908)
- 1940 - Vittorio Moschini, politico italiano (n. 1864)
- 1941 - Agnes Keyser, filantropa inglese (n. 1852)
- 1941 - André Blaise, ciclista su strada belga (n. 1888)
- 1941 - Attilio Gallina, calciatore italiano (n. 1888)
- 1941 - Peggy Shannon, attrice statunitense (n. 1907)
- 1943 - Elmar Tepp, calciatore estone (n. 1913)
- 1944 - Enrico Guerriera, militare italiano (n. 1912)
- 1944 - Marat Kazej, partigiano sovietico (n. 1929)
- 1944 - Leon Kozłowski, archeologo e politico polacco (n. 1892)
- 1944 - Walter Oesau, aviatore tedesco (n. 1913)
- 1944 - Giuseppe Testa, partigiano italiano (n. 1924)
- 1944 - Max Uhle, archeologo tedesco (n. 1856)
- 1945 - John Commons, economista statunitense (n. 1862)
- 1945 - Heinrich Fehlis, poliziotto tedesco (n. 1906)
- 1945 - Stacia Napierkowska, attrice cinematografica e danzatrice francese (n. 1891)
- 1945 - Attilio Odero, imprenditore italiano (n. 1854)
- 1945 - Carlo Tiengo, avvocato e prefetto italiano (n. 1892)
- 1945 - Christian Weber, militare tedesco (n. 1883)
- 1946 - Pedro Henríquez Ureña, critico letterario, filologo e saggista dominicano (n. 1884)
- 1947 - Ture Rangström, compositore, critico musicale e direttore d'orchestra svedese (n. 1884)
- 1948 - Edward Ricketts, biologo, ecologo e filosofo statunitense (n. 1897)
- 1948 - Pietro Tagliapietra, arcivescovo cattolico italiano (n. 1884)
- 1949 - Alfredo Gargiulo, critico letterario, scrittore e traduttore italiano (n. 1876)
- 1949 - Adolf Naef, zoologo e paleontologo svizzero (n. 1883)
- 1950 - Carlo Casanova, pittore e incisore italiano (n. 1871)
- 1950 - Royal Harwood Frost, astronomo statunitense (n. 1879)
- 1951 - Napoleone Passerini, agronomo e botanico italiano (n. 1862)
- 1951 - Carlo Severini, matematico italiano (n. 1872)
- 1952 - Alessio Ascalesi, cardinale e arcivescovo cattolico italiano (n. 1872)
- 1952 - Giovanni Tebaldini, organista, compositore e musicologo italiano (n. 1864)
- 1953 - Jean Adair, attrice canadese (n. 1873)
- 1953 - Margarete Kupfer, attrice tedesca (n. 1881)
- 1953 - Bradley Walker Tomlin, pittore statunitense (n. 1899)
- 1954 - Bernhard Kayser, oculista tedesco (n. 1869)
- 1954 - Sait Faik, scrittore turco (n. 1906)
- 1955 - Jerzy Kossak, pittore polacco (n. 1886)
- 1955 - Dante Majorana, giurista e politico italiano (n. 1874)
- 1955 - Francis Pierlot, attore statunitense (n. 1885)
- 1956 - Walter Sydney Adams, astronomo statunitense (n. 1876)
- 1956 - Aurelio Covotti, filologo e storico della filosofia italiano (n. 1871)
- 1956 - Paul Ernst Levy, chimico tedesco (n. 1875)
- 1956 - Victor Wetterström, giocatore di curling svedese (n. 1884)
- 1957 - Heinrich Müller, calciatore e allenatore di calcio svizzero (n. 1888)
- 1957 - Théophile de Donder, matematico e fisico belga (n. 1872)
- 1958 - Giovanni Battista Campodonico, organista, compositore e presbitero italiano (n. 1892)
- 1958 - Lucien Lelong, stilista francese (n. 1889)
- 1959 - Marcella Albani, attrice e produttrice cinematografica italiana (n. 1899)
- 1959 - Gene Havlick, montatore statunitense (n. 1894)
- 1959 - Arvid Spångberg, tuffatore svedese (n. 1890)
- 1960 - Louis Artus, scrittore, drammaturgo e critico teatrale francese (n. 1870)
- 1960 - John Davison Rockefeller Jr., imprenditore statunitense (n. 1874)
- 1960 - Goffredo di Hohenlohe-Langenburg, principe tedesco (n. 1897)
- 1961 - Cesare Maggi, pittore italiano (n. 1881)
- 1961 - Giovanni Tiella, architetto italiano (n. 1892)
- 1962 - Emanuele Finocchiaro Aprile, politico e ingegnere italiano (n. 1880)
- 1962 - Hans Luther, politico tedesco (n. 1879)
- 1962 - Eugène Pittard, antropologo svizzero (n. 1867)
- 1962 - Italo Salsi, politico italiano (n. 1865)
- 1963 - Herbert Spencer Gasser, medico statunitense (n. 1888)
- 1963 - Amor Tartufoli, politico italiano (n. 1896)
- 1965 - Salvatore Cabella, nuotatore e pallanuotista italiano (n. 1896)
- 1966 - Chet Newton, lottatore statunitense (n. 1903)
- 1967 - Arturo Cronia, linguista italiano (n. 1896)
- 1967 - David Galula, militare e scrittore francese (n. 1919)
- 1967 - Filippo Guerrieri, politico italiano (n. 1891)
- 1967 - Hans Latscha, rugbista a 15 tedesco (n. 1881)
- 1967 - Alfonso Rojo de la Vega, allenatore di pallacanestro, allenatore di calcio e dirigente sportivo messicano (n. 1895)
- 1967 - Nando Tamberlani, attore, scenografo e regista italiano (n. 1896)
- 1968 - Nullo Albertelli, ingegnere italiano (n. 1900)
- 1968 - Hans Beyeler, calciatore svizzero (n. 1894)
- 1969 - Corrado Archibugi, violinista e compositore italiano (n. 1889)
- 1969 - Salomão Barbosa Ferraz, vescovo cattolico brasiliano (n. 1880)
- 1969 - Ėduard Dubinskij, calciatore sovietico (n. 1935)
- 1969 - Ennio Falco, apneista italiano (n. 1931)
- 1969 - Clotilde García Borrero, attivista colombiana (n. 1887)
- 1969 - José Ramos, calciatore e allenatore di calcio argentino (n. 1918)
- 1969 - Eric Stacey, regista britannico (n. 1903)
- 1970 - Johnny Hodges, sassofonista statunitense (n. 1907)
- 1970 - Mario Rigatti, aviatore e militare italiano (n. 1910)
- 1971 - Sean Lemass, politico irlandese (n. 1899)
- 1971 - Ivan Konstantinovič Pravov, regista cinematografico sovietico (n. 1899)
- 1971 - Pëtr Sokolov, calciatore russo (n. 1890)
- 1971 - Rafał Wojaczek, poeta e scrittore polacco (n. 1945)
- 1972 - E. V. Rieu, traduttore e editore britannico (n. 1887)
- 1972 - Alfredo Serri, pittore italiano (n. 1898)
- 1973 - Jaime de Almeida, calciatore e allenatore di calcio brasiliano (n. 1920)
- 1973 - Lex Barker, attore statunitense (n. 1919)
- 1973 - Juan Eduardo Cirlot, scrittore spagnolo (n. 1916)
- 1973 - Grigorij Michajlovič Kozincev, regista cinematografico e regista teatrale sovietico (n. 1905)
- 1973 - Michele Sala, politico italiano (n. 1900)
- 1974 - Paul Bourgeois, astronomo belga (n. 1898)
- 1974 - Lorenzo Gargiulo, arcivescovo cattolico italiano (n. 1904)
- 1974 - Carlos Mugica, presbitero e attivista argentino (n. 1930)
- 1975 - Adolfo Cornazzani, calciatore italiano (n. 1902)
- 1975 - Arcangelo Russo, politico italiano (n. 1923)
- 1976 - Alvar Aalto, architetto e designer finlandese (n. 1898)
- 1976 - Jack Byrne, calciatore irlandese (n. 1902)
- 1976 - Luigi Del Grosso, calciatore, allenatore di calcio e dirigente sportivo italiano (n. 1916)
- 1976 - Massimo Invrea, militare e politico italiano (n. 1898)
- 1976 - Hans Wentorf, calciatore tedesco (n. 1899)
- 1977 - Viktor Maslov, allenatore di calcio e calciatore sovietico (n. 1910)
- 1978 - Jacques Ickx, pilota motociclistico, pilota automobilistico e giornalista belga (n. 1910)
- 1978 - Francesco Serantini, scrittore italiano (n. 1889)
- 1979 - Joan Chandler, attrice statunitense (n. 1923)
- 1979 - Barbara Hutton, socialite statunitense (n. 1912)
- 1979 - Carlo Ravasio, politico, poeta e giornalista italiano (n. 1897)
- 1979 - Chris Rosenberg, mafioso statunitense (n. 1950)
- 1980 - Kaarlo Mäkinen, lottatore finlandese (n. 1892)
- 1980 - Naji Shawkat, politico iracheno (n. 1893)
- 1980 - Ferruccio Stefenelli, militare e diplomatico italiano (n. 1898)
- 1981 - Webster Aitken, pianista e insegnante statunitense (n. 1908)
- 1981 - Odd Hassel, chimico norvegese (n. 1897)
- 1981 - Salvatore Inzerillo, mafioso italiano (n. 1944)
- 1981 - Bob Marley, cantautore, chitarrista e attivista giamaicano (n. 1945)
- 1981 - Ivo Pannaggi, pittore e architetto italiano (n. 1901)
- 1981 - Giovanni Battista Pitzalis, politico italiano (n. 1906)
- 1982 - Tibor Fazekas, nuotatore e pallanuotista ungherese (n. 1892)
- 1982 - Mario Marino, militare e marinaio italiano (n. 1914)
- 1982 - Leonardo Savioli, architetto e pittore italiano (n. 1917)
- 1982 - Arend Schoemaker, calciatore olandese (n. 1911)
- 1983 - Anelito Barontini, politico e partigiano italiano (n. 1912)
- 1983 - Zenna Henderson, scrittrice di fantascienza statunitense (n. 1917)
- 1983 - Ranieri Cupini, generale e aviatore italiano (n. 1904)
- 1984 - Toni Turek, calciatore tedesco (n. 1919)
- 1984 - Ferdinando Vegas, giornalista e giurista italiano (n. 1916)
- 1985 - Bud Engdahl, cestista statunitense (n. 1918)
- 1985 - Chester Gould, fumettista statunitense (n. 1900)
- 1986 - Aleksandr Fëdorovič Akimov, ingegnere sovietico (n. 1953)
- 1986 - Edoardo Anton, commediografo, sceneggiatore e regista italiano (n. 1910)
- 1986 - Fritz Pollard, giocatore di football americano e allenatore di football americano statunitense (n. 1894)
- 1986 - Vladimir Pavlovič Pravik, vigile del fuoco e militare sovietico (n. 1962)
- 1987 - James Angleton, agente segreto statunitense (n. 1917)
- 1988 - Domenico Cambieri, canottiere italiano (n. 1914)
- 1988 - Julio Mosso, calciatore argentino (n. 1899)
- 1988 - Kim Philby, agente segreto e militare britannico (n. 1912)
- 1988 - Carmelo Romeo, calciatore italiano (n. 1897)
- 1989 - Vincenzo Puccio, mafioso italiano (n. 1945)
- 1990 - Gabriella Del Grosso, matematica italiana (n. 1944)
- 1990 - Venedikt Vasil'evič Erofeev, scrittore sovietico (n. 1938)
- 1990 - Heidemarie Hatheyer, attrice austriaca (n. 1918)
- 1991 - Dino Di Luca, cantante e attore italiano (n. 1903)
- 1991 - Ho Dam, politico nordcoreano (n. 1929)
- 1991 - Angelo Custode Masciale, politico italiano (n. 1918)
- 1992 - Tsuneyoshi Takeda, principe, militare e dirigente sportivo giapponese (n. 1909)
- 1992 - Alberto Zampieri, pittore italiano (n. 1903)
- 1993 - Torsten Ullman, tiratore a segno svedese (n. 1908)
- 1994 - Timothy Carey, attore statunitense (n. 1929)
- 1994 - Isma'il Hedfi Madani, mistico tunisino (n. 1916)
- 1994 - Helmut Käser, avvocato svizzero (n. 1912)
- 1994 - Romano Puppo, attore e stuntman italiano (n. 1933)
- 1994 - Giovanni Romano, calciatore italiano (n. 1929)
- 1995 - David Avidan, poeta, pittore e produttore cinematografico israeliano (n. 1934)
- 1995 - Evelyn Lincoln, funzionaria statunitense (n. 1909)
- 1995 - Giovanni Pellegrini, architetto italiano (n. 1908)
- 1996 - Nnamdi Azikiwe, scrittore e politico nigeriano (n. 1904)
- 1996 - Rob Hall, alpinista neozelandese (n. 1961)
- 1996 - Øivind Johannessen, allenatore di calcio e calciatore norvegese (n. 1924)
- 1996 - Ademir Marques de Menezes, calciatore brasiliano (n. 1922)
- 1996 - Yasuko Namba, alpinista giapponese (n. 1949)
- 1996 - Vittorio Sala, regista e sceneggiatore italiano (n. 1918)
- 1996 - Ivan Vyšnevs'kyj, calciatore sovietico (n. 1957)
- 1996 - Maria de los Dolores di Borbone-Due Sicilie, principessa spagnola (n. 1909)
- 1997 - Yusaku Kamekura, designer e illustratore giapponese (n. 1915)
- 1997 - Howard Morton, attore statunitense (n. 1925)
- 1997 - David Christie, cantante, compositore e produttore discografico francese (n. 1948)
- 1998 - Alfonso Borra, calciatore e allenatore di calcio italiano (n. 1920)
- 1998 - Cesare Perdisa, pilota automobilistico italiano (n. 1932)
- 1998 - Antonio Quistelli, lottatore italiano (n. 1949)
- 1999 - Manliff Barrington, pilota motociclistico irlandese (n. 1912)
- 1999 - Piera Sonnino, scrittrice e superstite dell'Olocausto italiana (n. 1922)
- 2000 - Paula Wessely, attrice e produttrice cinematografica austriaca (n. 1907)

## XXI secolo(122)
- 2001 - Douglas Adams, scrittore, sceneggiatore e umorista britannico (n. 1952)
- 2001 - Guy Carlton, sollevatore statunitense (n. 1954)
- 2001 - Turi Ferro, attore italiano (n. 1921)
- 2001 - Lucio Mongardi, calciatore italiano (n. 1946)
- 2001 - Emilio Vesce, politico e giornalista italiano (n. 1939)
- 2001 - Wolfgang Winkler, slittinista tedesco occidentale (n. 1940)
- 2002 - Joseph Bonanno, mafioso italiano (n. 1905)
- 2002 - Maurizio Fagiolo dell'Arco, critico d'arte e collezionista d'arte italiano (n. 1939)
- 2002 - Agostino Greggi, politico, avvocato e ingegnere italiano (n. 1920)
- 2002 - Luciano Lupi, calciatore e allenatore di calcio italiano (n. 1923)
- 2002 - Bill Peet, scrittore e sceneggiatore statunitense (n. 1915)
- 2002 - Jerzy Tabeau, superstite dell'Olocausto polacco (n. 1918)
- 2002 - Nika Georgievna Turbina, poetessa e scrittrice ucraina (n. 1974)
- 2002 - John White, presbitero, psichiatra e docente inglese (n. 1924)
- 2003 - Cecil Allen, calciatore nordirlandese (n. 1914)
- 2003 - Noel Redding, bassista e chitarrista britannico (n. 1945)
- 2004 - Ėngel'sina Markizova, storica e orientalista sovietica (n. 1928)
- 2004 - Danny McLennan, allenatore di calcio e calciatore scozzese (n. 1925)
- 2004 - Abdul Reza Pahlavi, principe iraniano (n. 1924)
- 2004 - Arnaldo Pittoni, politico italiano (n. 1927)
- 2005 - Brede Borgen, allenatore di calcio e calciatore norvegese (n. 1915)
- 2005 - Frankie LaRocka, batterista e produttore discografico statunitense (n. 1954)
- 2005 - Akihiko Saitō, militare e mercenario giapponese (n. 1961)
- 2006 - Francisco Copello, attore, docente e scrittore cileno (n. 1938)
- 2006 - Byron Morrow, attore statunitense (n. 1911)
- 2006 - Floyd Patterson, pugile statunitense (n. 1935)
- 2006 - Ferdinando Tacconi, fumettista italiano (n. 1922)
- 2007 - Malietoa Tanumafili II, sovrano samoano (n. 1913)
- 2007 - Bernie Mehen, cestista statunitense (n. 1918)
- 2007 - Orazio Petrosillo, giornalista e saggista italiano (n. 1947)
- 2007 - Valentin Pšenicyn, biatleta sovietico (n. 1936)
- 2008 - Gianni Corelli, allenatore di calcio e calciatore italiano (n. 1936)
- 2008 - Bruno Neves, ciclista su strada portoghese (n. 1981)
- 2008 - John Rutsey, batterista canadese (n. 1952)
- 2008 - Renato Savino, regista e sceneggiatore italiano (n. 1926)
- 2009 - Abel Goumba, politico centrafricano (n. 1926)
- 2010 - Luciano Chitarrini, attore e giornalista italiano (n. 1923)
- 2010 - Roberta di Camerino, stilista italiana (n. 1920)
- 2010 - Doris Eaton, attrice e ballerina statunitense (n. 1904)
- 2010 - Imre Toth, filosofo rumeno (n. 1921)
- 2011 - Robert Traylor, cestista statunitense (n. 1977)
- 2012 - Stanislav Brebera, chimico cecoslovacco (n. 1925)
- 2012 - Dorothea Hochleitner, sciatrice alpina austriaca (n. 1925)
- 2012 - Rodolfo Kappenberger, calciatore svizzero (n. 1917)
- 2012 - Antonio Santarelli, carabiniere italiano (n. 1968)
- 2013 - Jack Butler, giocatore di football americano statunitense (n. 1927)
- 2013 - Emmanuelle Claret, biatleta francese (n. 1968)
- 2013 - Libero Gualtieri, calciatore italiano (n. 1924)
- 2014 - Marcel Bon, micologo francese (n. 1925)
- 2014 - Ed Gagliardi, bassista statunitense (n. 1952)
- 2015 - John Hewie, calciatore scozzese (n. 1927)
- 2015 - Kolouei O'Brien, politico neozelandese (n. 1939)
- 2016 - Katherine Dunn, scrittrice statunitense (n. 1945)
- 2017 - Clelio Darida, politico italiano (n. 1927)
- 2017 - Alberto Gollini, architetto italiano (n. 1942)
- 2017 - Antonio Steffenoni, scrittore e critico cinematografico italiano (n. 1947)
- 2017 - Carlo Zardo, basso italiano (n. 1937)
- 2018 - Giancarlo Galli, giornalista, scrittore e economista italiano (n. 1933)
- 2018 - Gérard Genette, critico letterario e francesista francese (n. 1930)
- 2018 - Hugo Guerra, calciatore uruguaiano (n. 1966)
- 2018 - Yvan Mainini, arbitro di pallacanestro e dirigente sportivo francese (n. 1944)
- 2018 - Bengt Nilsson, altista svedese (n. 1934)
- 2018 - Secondo Rossi, calciatore e allenatore di calcio italiano (n. 1920)
- 2018 - Mark Shanon, attore cinematografico e attore pornografico italiano (n. 1939)
- 2018 - Viktor Šamburkin, tiratore a segno sovietico (n. 1931)
- 2019 - Silver King, wrestler e attore messicano (n. 1968)
- 2019 - Jean-Claude Brisseau, regista, produttore cinematografico e sceneggiatore francese (n. 1944)
- 2019 - Gianni De Michelis, politico italiano (n. 1940)
- 2019 - Peggy Lipton, attrice statunitense (n. 1946)
- 2019 - Mina Mangal, giornalista e attivista afghana (n. 1992)
- 2019 - Angela Eugenia Nonnis, politica italiana (n. 1958)
- 2019 - Renée Reggiani, scrittrice e giornalista italiana (n. 1925)
- 2019 - Renato Valenti, calciatore italiano (n. 1929)
- 2019 - Carlo Vita, scrittore e giornalista italiano (n. 1925)
- 2020 - Francisco Javier Aguilar, calciatore spagnolo (n. 1949)
- 2020 - Jesús Alvarado, cestista statunitense (n. 1951)
- 2020 - Serena Bennato, attrice italiana (n. 1945)
- 2020 - Terry Erwin, entomologo statunitense (n. 1940)
- 2020 - Hutton Gibson, scrittore statunitense (n. 1918)
- 2020 - Moon Martin, cantante e chitarrista statunitense (n. 1945)
- 2020 - Doug McKay, hockeista su ghiaccio e allenatore di hockey su ghiaccio canadese (n. 1929)
- 2020 - Carlos Horacio Moreno, calciatore e allenatore di calcio argentino (n. 1948)
- 2020 - Gregorio Scalise, poeta italiano (n. 1939)
- 2020 - Jerry Stiller, attore, comico e produttore televisivo statunitense (n. 1927)
- 2021 - Colt Brennan, giocatore di football americano statunitense (n. 1983)
- 2021 - John Castellani, allenatore di pallacanestro statunitense (n. 1926)
- 2021 - Orietta Escámez, attrice cilena (n. 1938)
- 2021 - Christine Laprell, sciatrice alpina tedesca (n. 1950)
- 2021 - Norman Lloyd, attore, produttore televisivo e regista statunitense (n. 1914)
- 2021 - Buddy Van Horn, stuntman, regista e attore statunitense (n. 1929)
- 2022 - Shireen Abu Akleh, giornalista palestinese (n. 1971)
- 2022 - Juan Amat, hockeista su prato spagnolo (n. 1946)
- 2022 - John Lee Canley, militare statunitense (n. 1937)
- 2022 - Caterina Emili, giornalista, scrittrice e editrice italiana (n. 1948)
- 2022 - Paul Ginsborg, storico inglese (n. 1945)
- 2022 - Henk Groot, calciatore olandese (n. 1938)
- 2022 - Dick Hanley, nuotatore statunitense (n. 1936)
- 2022 - Claude Peter, cestista francese (n. 1947)
- 2022 - Alexander Toradze, pianista georgiano (n. 1952)
- 2023 - András Adorján, scacchista ungherese (n. 1950)
- 2023 - Kenneth Anger, sceneggiatore, regista e scrittore statunitense (n. 1927)
- 2023 - Ana Paula Borgo, pallavolista brasiliana (n. 1993)
- 2023 - Renato Francesconi, tenore italiano (n. 1934)
- 2023 - Guido Gorgatti, attore italiano (n. 1919)
- 2023 - Primo Nardello, ciclista su strada italiano (n. 1937)
- 2023 - Barry Newman, attore statunitense (n. 1930)
- 2023 - Andy Provan, calciatore scozzese (n. 1944)
- 2024 - Steve Andrascik, hockeista su ghiaccio canadese (n. 1948)
- 2024 - Susan Backlinie, attrice statunitense (n. 1946)
- 2024 - Tito Gotti, direttore d'orchestra, musicologo e saggista italiano (n. 1927)
- 2024 - Rudolf Kučera, calciatore cecoslovacco (n. 1940)
- 2025 - John Barbato, mafioso statunitense (n. 1934)
- 2025 - Robert Benton, regista e sceneggiatore statunitense (n. 1932)
- 2025 - Aidan Chambers, scrittore e editore britannico (n. 1934)
- 2025 - Giancarlo Cito, imprenditore e politico italiano (n. 1945)
- 2025 - Pasquale Costanzo, giurista italiano (n. 1948)
- 2025 - Enzo Ferrari, calciatore, allenatore di calcio e dirigente sportivo italiano (n. 1942)
- 2025 - Alfonso Mascitelli, politico italiano (n. 1957)
- 2025 - Wilberforce Mfum, calciatore ghanese (n. 1936)
- 2025 - Larry Miller, cestista statunitense (n. 1946)
- 2025 - Cristina Noci, attrice e doppiatrice italiana (n. 1949)
- 2025 - Sabu, wrestler statunitense (n. 1964)

## Senza anno specificato(1)
- Jane Irwin Harrison, first lady statunitense (n. 1804)